# Mordella pauper
Mordella pauper es una especie de coleóptero de la familia Mordellidae.

## Distribución geográfica
Habita en Brasil.